# Rollhockey Club Wolfurt
Il Rollhockey Club Wolfurt è un club austriaco di hockey su pista fondato nel 1992 ed avente sede a Wolfurt nello stato federale del Vorarlberg.
Nella sua storia ha vinto 5 campionati nazionali.
La squadra disputa le proprie gare interne presso lo HockeyArena Wolfurt, a Wolfurt.

## Palmarès

### Competizioni nazionali
- Campionato austriaco: 6

1995, 1996, 2001, 2007, 2015, 2019